# Franz Ernst
Franz Ernst (født 30. juli 1938 i Assens) er en dansk filminstruktør og manuskriptforfatter.
Ernst begyndte sin karriere i filmbranchen som toneassistent på Flamingo Studio. Han blev senere elev på Kunsthåndværkerskolen, men var der kun to år. I 1961 blev han assistent og klipper på Laterna Film. Sammen med den senere kollega Lise Roos snuste han i 1963 til teaterverdenen. De to grundlagde i 1963 Surpriseteatret, der opførte såkaldte collage-revyer med både nye og gamle tekster.
Han fik sit gennembrud som instruktør med Ang.: Lone i 1970, som Charlotte Strandgaard havde skrevet manuskriptet til. Han har siden instrueret såvel spillefilm og kortfilm og var en overgang kunstnerisk leder af Odense Filmfestival, ligesom han har været formand for Danske Filminstruktører 1993, 1995 og 1998-1999 samt for Dansk Kunstnerråd siden 2004.
Franz Ernst har været klipper på flere af Jørgen Leths produktioner.

## Filmografi
- Flygtning (1963)
- Ang.: Lone (1970)
- Kina i Danmark (1971)
- Livet er en drøm (1972)
- Anderledes erindringer (1973)
- Den dobbelte mand (1976)
- Skytten (1977)
- Grønlandske kvindearbejder (1979)
- Supertanker (1981)
- Afbrudt møde (tv-film, 1982)
- Domino (tv-serie, 1991)

## Anerkendelser
- 1971: Bodilprisen for bedste danske film for Ang.: Lone